# Baiyinchaoketu
Baiyinchaoketu (kinesiska: 白音朝克图, 白音朝克图苏木) är en socken i Kina. Den ligger i den autonoma regionen Inre Mongoliet, i den norra delen av landet, omkring 170 kilometer nordost om regionhuvudstaden Hohhot.
Genomsnittlig årsnederbörd är 414 millimeter. Den regnigaste månaden är juli, med i genomsnitt 113 mm nederbörd, och den torraste är januari, med 1 mm nederbörd.